# Katapult

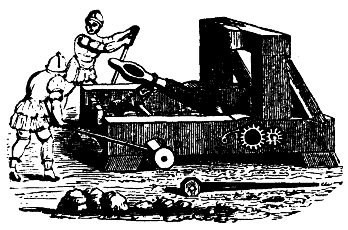
Träsnitt av en katapult.

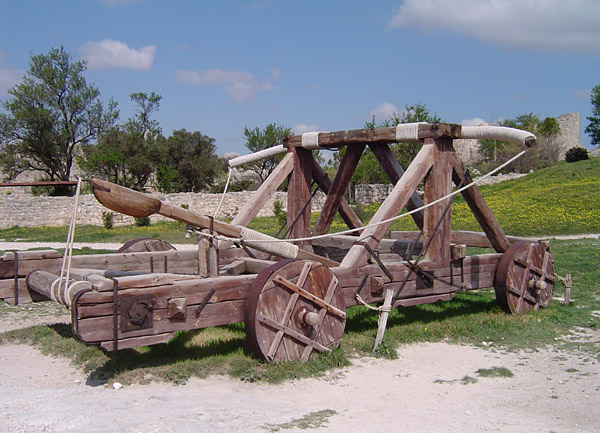
Replik av en katapult.

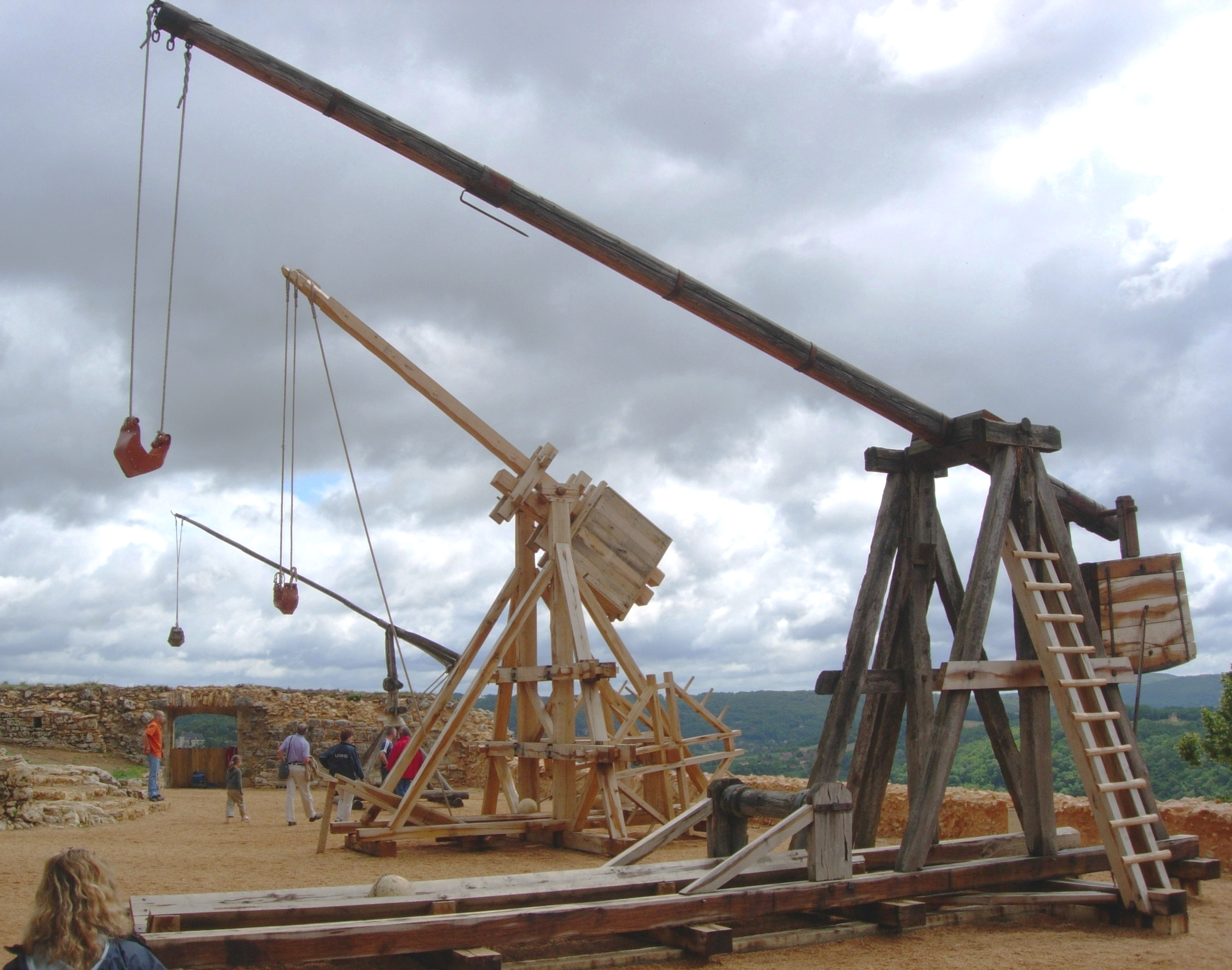
Replik av blidor (trébuchéter) vid slottet i Castelnaud-la-Chapelle.

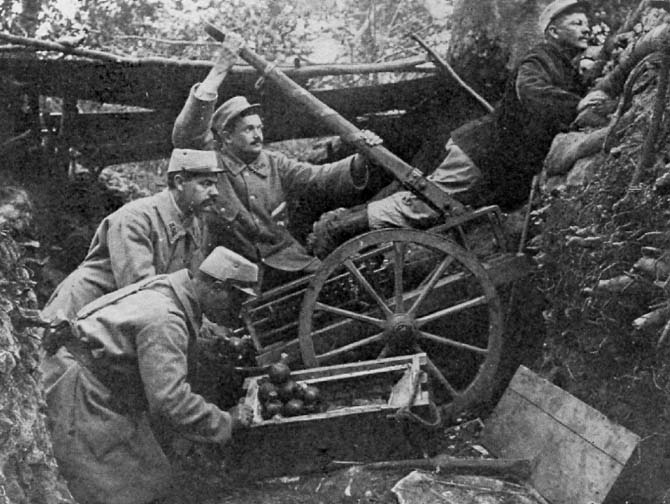
Franska trupper använder en katapult för att skjuta handgranater under första världskriget.

Katapult är en så kallad kastmaskin eller slungmaskin och en typ av belägringsvapen som användes i krigföring, huvudsakligen för att slunga stenar och andra projektiler mot fiendebyggnader eller trupper. Katapulten uppfanns av de gamla grekerna.
Katapulten bestod av en hävarm, som framtill var instucken mellan hopsnodda rep, fästa i en grov träställning. Hävarmen tvingades medelst blocktyg tillbaka, och stenen lades på hävarmen, från vilken den med stor kraft slungades då den frigjorda hävarmen slog mot ställningens tvärstycke.
Vapnet användes från antiken och fram till senmedeltiden, då krutet istället började användas. Katapulten har haft betydelse i många krig, exempelvis då romarna under Julius Caesar belägrade staden Alesia år 52 f.Kr., och när Titus erövrade Jerusalem år 70 e.Kr. Den användes också i skyttegravskriget under första världskriget för att skjuta mindre granater mot fienden, men kan där inte sägas ha varit avgörande för stridernas utgång.

## Etymologi
Ordet "katapult" kommer från latinets catapulta, som i sin tur kommer från grekiskans ΚΑΤΑΠΕΛΤΗΣ (katapéltes), själv från ΚΑΤΑ (káta), "neråt" och ΠΑΛΛΩ (pállo), "kasta", "slunga".

## Typer av kastmaskiner
- Katapult – kunde bl.a. slunga stora stenkulor mot eventuella mål, t.ex. ett slott eller en fästning.
- Ballist (latin) – Var byggd som ett överdimensionerat armborst. De tidigare varianterna var större och användes för att slunga stora stenar, senare användes de främst för att skjuta iväg stora pilar eller spjut, och gjordes då mindre. Även kallad grekisk katapult.
- Onager (latin) – Slungade stenblock, och användes istället för den tidiga versionen av ballistan. Onager betyder "vild åsna", och namnet har den fått då den i skottögonblicket rör sig likt en sparkande åsna. Omnämns ibland även mangonel.
- Scorpio (latin) – En mindre variant av ballistan, använd av romerska legionärer. En scorpio sköt tunga pilar och hade en effektiv räckvidd på över 300 meter.
- Carroballista (latin) – En mobil scorpio monterad på en vagn; skulle kunna kallas för den första stridsvagnen. Flera carroballista finns avbildade på Trajanuskolonnen.
- Blida (även kallad trebuchet) – Det vanligaste belägringsvapnet i Europa mellan år 850 och 1350. En blida använder en motvikt för att slunga projektilerna, och kunde väga många ton. Den användes främst för slunga stora stenar mot fienden, men det förekom även att man slungade kor eller ruttna kroppar, till exempel mot en belägrad stad för att sprida sjukdomar. Vapnets effektiva räckvidd var omkring 180 meter.